# Whomp King
Whomp King is een personage uit de Mariospellen.

## Karakteromschrijving
Whomp King is de koning van de Whomps, een grote Whomp met een kroon. Het karakter is een grote platte steen met op zijn rug twee pleisters in de vorm van een kruis.
In het spel Super Mario 64 komt hij voor als eindbaas in het level Whomp's Fortress. Whomps zijn allemaal platte stenen en als de speler een grondaanval op hun rug maakt, ontploffen ze. In New Super Mario Bros. komen ze voor in het eindkasteel van wereld 3.
Whomps komen ook voor in het spel Super Mario Galaxy 2, waar ze menselijke handen en voeten hebben. Whomp King is hier eindbaas in Throwback Galaxy, een remake van Whomp's Fortress. Hier creëert Whomp King kleine Whomps om het gevecht met Mario of Luigi aan te gaan.